# Синютин, Николай Петрович
Николай Петрович Синютин (бел. Мікалай Пятровіч Сінюцін; 26 октября 1911 — 5 ноября 1941) — советский военнослужащий, участник Великой Отечественной войны, Герой Советского Союза, командир батальона 469-го стрелкового полка 150-й стрелковой дивизии 13-й армии Северо-Западного фронта, старший лейтенант.

## Биография
Родился 26 октября 1911 года в городе Речица ныне Гомельской области Беларуси в семье рабочего. Русский. Окончил 6 классов. Был рабочим на Речицком хлебозаводе.
В Красной Армии с 1930 года. В 1936 году окончил пехотное училище. Участник советско-финской войны 1939—1940 годов. Командир батальона 469-го стрелкового полка старший лейтенант Николай Синютин отличился в период с 8-го по 27 февраля 1940 года при удержании тактически важных высот на Карельском перешейке, где вверенный ему батальон отразил несколько контратак противника, нанеся ему большой урон в живой силе.
Указом Президиума Верховного Совета СССР от 7 апреля 1940 года «за образцовое выполнение боевых заданий командования на фронте борьбы с финской белогвардейщиной и проявленные при этом отвагу и геройство» старшему лейтенанту Синютину Николаю Петровичу присвоено звание Героя Советского Союза с вручением ордена Ленина и медали «Золотая Звезда».
С началом Великой Отечественной войны Герой «Зимней войны» на фронте. Командир 469-го стрелкового полка майор Синютин Н. П. пропал без вести 5 ноября 1941 года.

## Награды и звания
Награждён орденом Ленина, орденом Красного Знамени.

## Память
- Улица Героя носит улица в городе Речица Гомельской области Беларуси[1].